# Geher-Länderkampf der Männer 1956 Schweiz – BR Deutschland
| 9. Leichtathletik-Länderkampf mit bundesdeutscher Beteiligung 1956 | 9. Leichtathletik-Länderkampf mit bundesdeutscher Beteiligung 1956 |               |
| ------------------------------------------------------------------ | ------------------------------------------------------------------ | ------------- |
|                                                                    |                                                                    |               |
| Geher-Vergleich (Männer: Schweiz – BR Deutschland)                 |                                                                    |               |
| Austragungsort                                                     | Lausanne                                                           |               |
| Wettbewerbe                                                        | 20                                                                 |               |
| Datum                                                              | 8./9. September                                                    |               |
| 1. SUI 2. FRG                                                      | 30 P 14 P                                                          |               |
| Chronik                                                            |                                                                    |               |
| ← FRA-FRG (M)                                                      | FRG-FIN (M) →                                                      | FRG-FIN (M) → |

Der neunte Vergleich des Länderkampfjahres 1956 bestand wieder in einem Wettkampf der Geher. Gegner am 8./9. September war die Schweiz. Das zweite Aufeinandertreffen der Geher dieser beiden Nationen fand in der Schweizer Stadt Lausanne statt.

## Wettbewerbe und Modus
Wie im Geher-Länderkampf gegen Dänemark am 24. Juni in Odense standen mit dem Gehen über zwanzig und fünfzig Kilometer zwei Wettbewerbe auf dem Programm, die hier in Lausanne jedoch auf zwei Tage verteilt ausgetragen wurden. Von vier Startern je Land in den beiden Wettbewerben kamen die jeweils besten drei in die Wertung. Der erste Rang brachte sieben Punkte, der zweite fünf, der dritte vier usw. Der sechste Platz wurde noch mit einem Punkt belohnt.

## Ergebnis
In beiden Disziplinen lagen die starken Schweizer Geher klar vorn. Sie ließen sich den Sieg nicht nehmen und gewannen sehr deutlich mir dreißig zu vierzehn Punkten. Damit brachten sie den bundesdeutschen Leichtathleten die einzige Niederlage im Länderkampfjahr 1956 bei.

## Resultate

### 20-km-Gehen
| Platz | Athlet               | Land | Zeit (h)  |
| ----- | -------------------- | ---- | --------- |
| 1     | Louis Marquis        | SUI  | 1:34:23,0 |
| 2     | Gabriel Reymond      | SUI  | 1:34:24,4 |
| 3     | Georges Favre        | SUI  | 1:37:46,6 |
| 4     | Wolfgang Döring      | FRG  | 1:38:06,0 |
| 5     | Viktor Siuda         | FRG  | 1:38:07,0 |
| 6     | Hans-Wilhelm Neuhaus | FRG  | 1:39:31,8 |
| 7     | Erich Hesmer         | FRG  | 1:40:40,4 |
| 8     | Emile Roduner        | SUI  | 1:43:27,2 |

Datum: 8. September

### 50-km-Gehen
| Platz | Athlet              | Land | Zeit (h)  |
| ----- | ------------------- | ---- | --------- |
| 1     | René Charrière      | SUI  | 4:28:25,0 |
| 2     | Alfred Leiser       | SUI  | 4:38:39,6 |
| 3     | Claus Biethan       | FRG  | 4:39:40,0 |
| 4     | Walter Stoltz       | FRG  | 4:44:50,0 |
| 5     | Alain Truan         | SUI  | 4:46:32,4 |
| 6     | Hans-Jürgen Dressel | FRG  | 4:54:34,0 |
| 7     | Hans Hakenberg      | FRG  | 4:56:19,0 |
| 8     | Rubin               | SUI  | 5:24:39,0 |

Datum: 9. September